# Thomas Beck (Fussballspieler)
Thomas Beck (* 21. Februar 1981 in Schaan) ist ein Liechtensteiner ehemaliger Fussballspieler und Trainer.

## Vereinskarriere
Beck begann seine Fussballkarriere beim FC Schaan, wo er sämtliche Stationen der Jugend bis zur Kampfmannschaft durchlief. Der Stürmer wurde bald vom einzigen Liechtensteiner Profifussballverein, dem FC Vaduz, entdeckt und erhielt 1999 dort einen Vertrag. Zudem wurde er in jener Zeit in die Liechtensteiner Fussballnationalmannschaft berufen. Nach einem Jahr wechselte er allerdings bereits zu Grasshopper Club Zürich in die höchste Schweizer Liga. Nach zwei weiteren Jahren beim FC Vaduz wechselte er schliesslich im Jahr 2003 zum FC Chiasso in die 1. Schweizer Liga (dritte Leistungsstufe). Da er dort nicht mehr regelmässig zum Einsatz kam, beendete er seine Profikarriere und reamateurisierte. Er arbeitete von dort an in seinem erlernten Beruf als Bankkaufmann und spielte ein halbes Jahr in der Schweizer Amateurliga.
2006 erhielt er ein Angebot von Blau Weiß Feldkirch aus der österreichischen Regionalliga West, wo er sich sogleich als Stammspieler etablieren konnte. Während der zwei Jahre dort erzielte er in 55 Spielen 44 Tore für die Vorarlberger. Im Sommer 2008 wechselte er zum Ligakonkurrenten FC Hard, wo er ebenfalls Stammspieler wurde.
Von 2010 bis 2013 spielte er dann für den FC Balzers, ehe er erneut eine Saison lang für den FC Hard auf Torejagd ging. Es folgten weitere Stationen bei FC Rot-Weiß Rankweil und dem SC Göfis, wo er auch den Posten des Co-Trainers einnahm.
Seit 2017 ist er Spielertrainer beim FC Triesenberg in der siebtklassigen 3. Liga des Ostschweizer Fussballverbands.

## Nationalmannschaftskarriere
Von 1998 bis 2013 war Beck Nationalspieler für das Fürstentum Liechtenstein. In 92 Spielen erzielte er 5 Tore. Seine grössten Erfolge feierte Beck im Oktober 2007, als er im Spiel gegen Island 15 Minuten vor Schluss eingewechselt wurde und 2 Tore zum 3:0-Endstand erzielte und im Oktober 2004, als er einen Assist und ein Tor zum 2:2 gegen Portugal beisteuerte.

## Erfolge
- Liechtensteiner Pokalsieger: 2000, 2002, 2003
- Fussballer des Jahres in Liechtenstein: 2004/05